# Arminidae
Famille
Les Arminidae forment une famille de mollusques de l'ordre des nudibranches.

## Liste des genres
Selon World Register of Marine Species (13 novembre 2013), prenant pour base la taxinomie de Bouchet & Rocroi (2005), on compte six genres :
- Armina Rafinesque, 1814
- Dermatobranchus van Hasselt, 1824
- Heterodoris Verrill & Emerton, 1882
- Histiomena Mörch, 1860
- Pleurophyllidiella Eliot, 1903
- Pleurophyllidiopsis Tchang, 1934

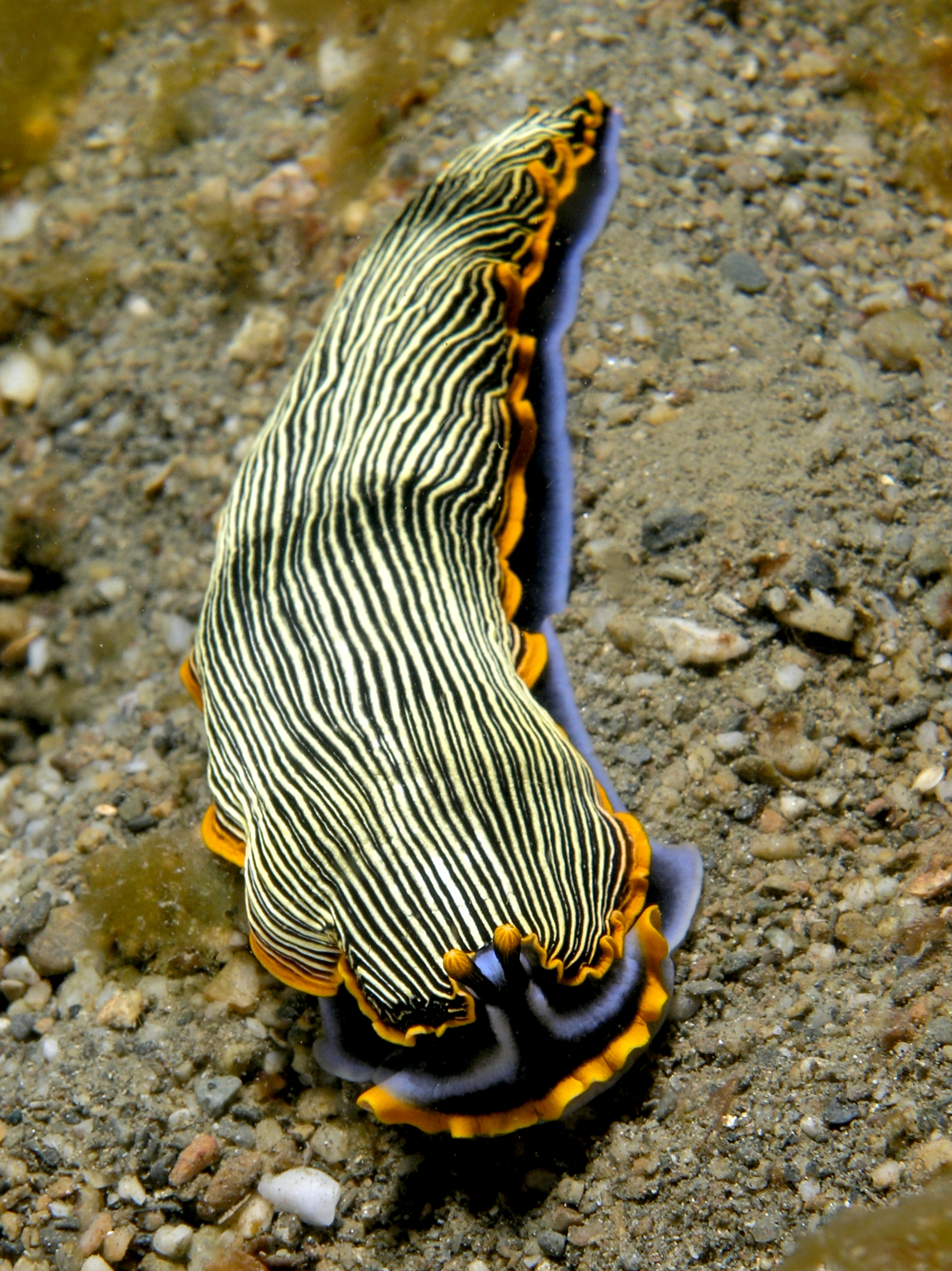
Un Armina
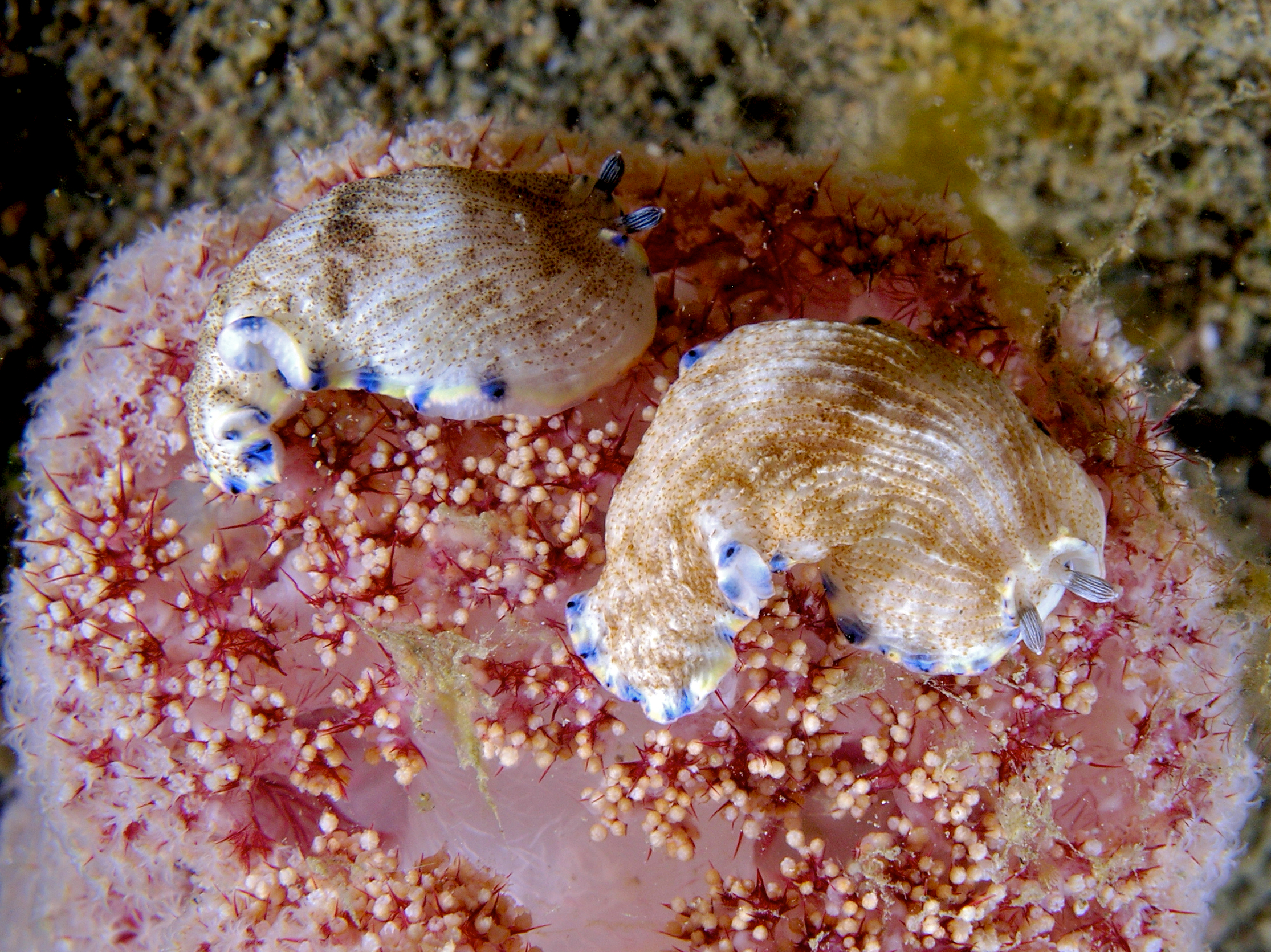
Deux Dermatobranchus